# Hideg, mint a kő
A Hideg, mint a kő (eredeti cím: Stone Cold) 1991-ben bemutatott amerikai akciófilm, melyet Craig R. Baxley  rendezett. A főbb szerepekben Brian Bosworth, Lance Henriksen és William Forsythe látható. Bosworth, az 1980-as évek egyik legnagyobb amerikaifutball-sztárja ebben a filmben debütált színészként.

## Történet
A film egy motoros bandáról szól, melynek tagjai megpróbálják meggyilkolni a kerületi ügyészt és kiszabadítani egy gyilkosságért bíróság elé állított társukat.

## Szereplők
| Szerep                            | Színész          | Magyar hang          | Magyar hang        |
| Szerep                            | Színész          | 1. szinkron (1992)   | 2. szinkron (?)    |
| --------------------------------- | ---------------- | -------------------- | ------------------ |
| Joe Huff rendőrtiszt (John Stone) | Brian Bosworth   | Szabó Sipos Barnabás | Varga Rókus        |
| "Chains" Cooper                   | Lance Henriksen  | Kristóf Tibor        | Megyeri János      |
| "Penge" Hansley                   | William Forsythe | Papp János           | Bognár Tamás       |
| Nancy                             | Arabella Holzbog | Kocsis Judit         | Bogdányi Titanilla |
| Lance Dockery FBI-ügynök          | Sam McMurray     | Schnell Ádám         |                    |
| Frank Cunningham FBI-ügynök       | Richard Gant     | Reviczky Gábor       | Törköly Levente    |
| Brent Whipperton kerületi ügyész  | David Tress      | Láng József          |                    |
| Sharon rendőrtiszt                | Illana Diamant   |                      |                    |
| Bolíviai                          | Paulo Tocha      | Barabás Kiss Zoltán  |                    |
| Townsend bíró                     | Bill Gratton     | Szokolay Ottó        | Bácskai János      |
| rendőrhadnagy                     | Charles Stransky | Kardos Gábor         | Bácskai János      |
| Warfield bíró                     | Boyce Holleman   | Antal László         | Kajtár Róbert      |
| Mocsok                            | Robert Winley    | Ujlaki Dénes         |                    |

## Fordítás
- Ez a szócikk részben vagy egészben  a   Stone Cold (1991 film) című angol Wikipédia-szócikk fordításán alapul.  Az eredeti cikk szerkesztőit annak laptörténete sorolja fel. Ez a jelzés csupán a megfogalmazás eredetét és a szerzői jogokat jelzi, nem szolgál a cikkben szereplő információk forrásmegjelöléseként.